# Паризький мирний договір з Фінляндією (1947)
Мирний договір з Фінляндією підписаний 10 лютого 1947 в Парижі в рамках Паризької мирної конференції 1947, на якій держави-переможці у Другій світовій війні (СРСР, США, Велика Британія і ряд країн-союзників) підписали мирні договори з колишніми союзниками гітлеровської Німеччини: Італією, Фінляндією, Болгарією, Угорщиною і Румунією.
Згідно з угодою, Фінляндія підтвердила територіальні придбання СРСР в рамках Московського мирного договору від 12 березня 1940 року, за яким до СРСР відходила значна частина південної Карелії з містами Виборг і Сортавала.
Фінляндія передала Радянському Союзу область Петсамо (Печенга), отриману Фінляндією по Тартуському мирному договору від 14 жовтня 1920 року.
Радянський Союз відмовився від своїх прав на оренду півострова Ханко, а Фінляндія надала Радянському Союзу в оренду на 50 років територію і водні простори для створення радянської військово-морської бази в районі Порккала-Удд на умовах виплати Радянським Союзом 5 млн фінських марок на рік.
Договір передбачав обмеження чисельності та складу збройних сил Фінляндії, а також заборону мати ядерну зброю, підводні човни, літаки-бомбардувальники і деякі інші види озброєнь.
У часткове відшкодування збитків, понесених СРСР унаслідок окупації Фінляндією радянської території в ході війни, з урахуванням участі Фінляндії у війні з Німеччиною, Фінляндія зобов'язалася виплатити репарації в сумі 300 мільйонів доларів США. Встановлено, що репарації виплачуються у формі поставки різних товарів протягом 8 років.
Після укладення договору про остаточне врегулювання щодо Німеччини Фінляндія 21 вересня 1990 в односторонньому порядку заявила, що військові обмеження Паризького договору (крім ядерної зброї) більш не є актуальними і втратили силу.

## Ресурси Інтернету
- Текст договору